# Tachybaptus pelzelnii
Il tuffetto del Madagascar (Tachybaptus pelzelnii (Hartlaub, 1861)) è un uccello della famiglia Podicipedidae, endemico del Madagascar.